# Canne de combat

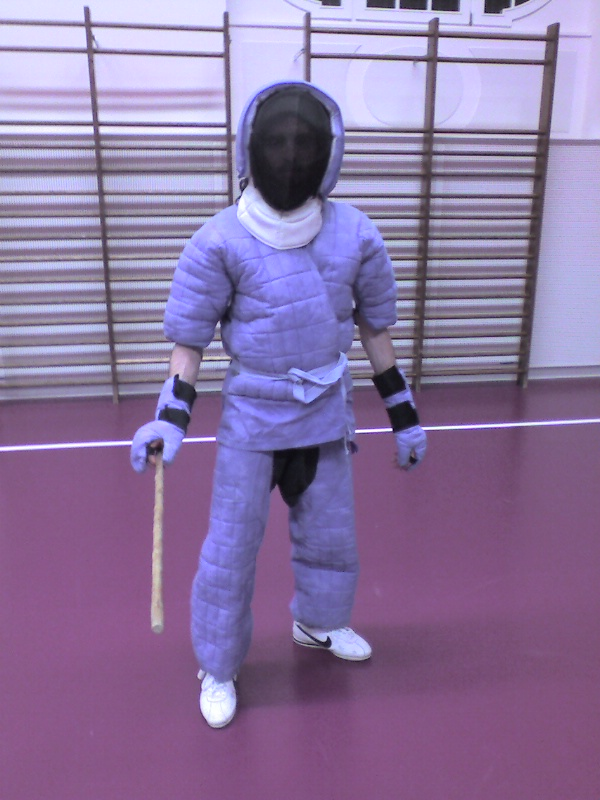
Kompletní vybavení pro bojové umění Canne de Combat

Canne de combat je francouzské bojové umění. Původně bylo zaměřené na boj s vycházkovou holí. Dnes se jako zbraň používá buď 95 centimetrů dlouhá kaštanová tyč – canne nebo 140 centimetrů dlouhá hůl – bâton. Příbuzným sportem je savate.

## Historie
Toto bojové umění bylo ve Francii praktikováno již od středověku. Zájem o něj výrazně klesl po první světové válce, ale od osmdesátých let 20. století začíná být tento sport znovu objevován a zvyšuje se počet jeho příznivců. Roku 1980 se konalo první mistrovství Francie a v roce 2004 v Réunionu proběhlo první mistrovství světa.
Canne de combat bylo předvedeno na olympijských hrách v Paříži roku 1900 a poté na olympijských hrách v roce 1924, které opět hostila Paříž. Do programu olympijských her nebyl zařazeno z důvodu jeho nebezpečnosti a malé hodnoty pro sport jako takový.